# Kule (Botswana)
Pour les articles homonymes, voir Kule.
Kule est un village du Botswana, situé dans le district de Ghanzi.